# البدیع
شهر البدیع (به عربی: البدیع) در  شمالیه در کشور بحرین واقع شده‌است. جمعیت این شهر ۳۳٫۷۰۰ نفر است.